# Екзарація
Екзарація (від лат. exaratio) (рос. экзарация, англ. exaration, нім. Exaration f) — руйнування гірських порід сповзаючим льодовиком. Зокрема руйнування ложа льодовика вмерзлими в лід уламками гірських порід. Інша назва — льодовикове виорювання.

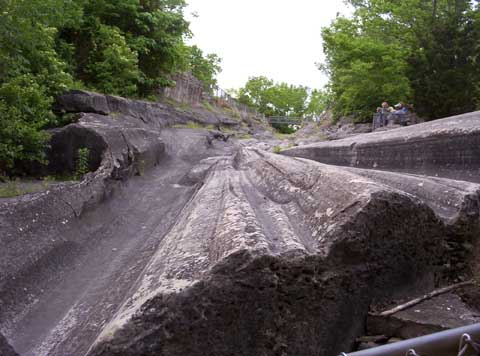
Льодовикова штриховка. Вісконсинське заледеніння. Келліс (Огайо)

Для материкових і гірських льодовиків виділяють зону екзарації, близьку до області живлення, де льодовик робить тільки руйнівну роботу. Тут утворюються такі форми рельєфу як троги, баранячі лоби і ін. Часто звідси виноситься весь осадовий чохол і оголюються масивно-кристалічні корінні породи, на яких льодовик формує характерні борозни, шрами й штриховку. Поза даною зоною екзарація також може проявлятися, але паралельно з льодовиковою акумуляцією, зокрема, при утворенні друмлінів.
У результаті материкових заледенінь у Європі сформувалася велика зона екзарації на території Балтійського щита.